# オットー・グレアム
オットー・グレアム (Otto Graham,1921年12月6日 - 2003年12月17日)は、イリノイ州ウォキーガン出身のアメリカンフットボールの元選手である。1946年から1955年まで、AAFC・NFLのクリーブランド・ブラウンズにクォーターバック（QB）として所属した。
グレアムが当時において、最も支配的な選手の1人として評価されており、現役生活の10年間で7回のリーグ優勝に輝いた（内4回はAAFC）。その間のチーム成績は57勝13敗1分、NFLプレイオフでは9勝3敗であった。現代ではグレアムの通算記録はほとんど塗り替えられているが、当時としては圧倒的な成績を残した。
グレアムは、イリノイ州ウォキーガンの音楽教師の家に産まれた。1940年、バスケットボールの奨学生としてノースウェスタン大学に進学したが、フットボールを主にプレーした。第二次世界大戦の終盤に短期間従軍した後、1945年から1946年にかけて、当時NBAとライバル関係にあったバスケットボールリーグのNBLでプレーし、リーグチャンピオンに輝いた。
1946年、グレアムはAAFCのクリーブランド・ブラウンズと契約し、フットボール選手としてデビューすると、ブラウンズをAAFCチャンピオンに導いた。グレアムは、「北米4大プロスポーツのうち2つでチャンピオンリングを獲得した初めての選手」となった（二人目はジーン・コンリー）。
1955年のフットボール引退後は、 アメリカンフットボールの大学オールスターゲームでコーチを務めるとともに、コーストガードアカデミーのフットボールチームのコーチに就任した。1966年には、ワシントン・レッドスキンズのヘッドコーチに就任し、退任後は再びコーストガードアカデミーのコーチに戻った。コーチ退任後、大学のスポーツ部門統括管理者を務め、1984年に役職を引退した。
1965年、殿堂入り。